# Gianni De Michelis
Gianni De Michelis, italijanski politik, * 26. november 1940, Benetke, † 11. maj 2019, Benetke.
Med letoma 1989 in 1992 je bil minister za zunanje zadeve Italije in obenem eden najvplivnejših italijanskih socialističnih politikov ter desna roka Bettina Craxija. Osamosvojitvi Slovenije je sprva sicer nasprotoval, po začetku spopadov pa je izjavil tudi, da v Jugoslaviji ni vojne.

## Odlikovanja in nagrade
Leta 1992 je prejel zlati častni znak svobode Republike Slovenije z naslednjo utemeljitvijo: »za zasluge in osebni prispevek pri vzpostavljanju, razvijanju in krepitvi mednarodnih odnosov, ki prispevajo k mednarodnemu priznanju in uveljavljanju Republike Slovenije«.